# Födelsedagsgåfvan
Födelsedagsgåfvan är ett drama av Anne Charlotte Leffler från 1872. Manuskriptet finns bevarat i Kungliga biblioteket i Stockholm.

## Om pjäsen
Leffler såg Födelsedagsgåfvan som ett tillfällighetsverk som hon skrivit ihop på några timmar. Pjäsen har aldrig uppförts offentligt, men i augusti 1872 uppfördes den privat på Herrhamra herrgård utanför Nynäshamn, där familjen Leffler tillbringade några veckor samma år. Under detta uppförande spelade Anne Charlotte Leffler en lärd student (Agnes) och brodern Gösta Mittag-Leffler en ung matematikprofessor. I ett brev till vännen Thecla Sköldberg skrev Anne Charlotte Leffler efter uppförandet att pjäsen gjort stor effekt på publiken.

## Handling
Handlingen kretsar kring en ung professor i matematik som försummar sin hustrus födelsedag genom att vara alltför disträ.

### Fotnoter
1. 1 2  Lauritzen 2012, s. 69
2. ↑  ”Anne Charlotte Lefflers papper”. Arken. Kungliga Biblioteket. Arkiverad från originalet den 4 juli 2019. https://web.archive.org/web/20190704203143/https://arken.kb.se/SE-S-HS-L4. Läst 27 november 2012.
3. ↑  Wilkinson 2006, s. 85
4. ↑  Lauritzen 2012, s. 70